# (225711) Danyzy
(225711) Danyzy est un astéroïde de la ceinture principale.

## Description
(225711) Danyzy est un astéroïde de la ceinture principale. Il fut découvert le 17 août 2001 à Pises par l'Observatoire des Pises. Il présente une orbite caractérisée par un demi-grand axe de 2,43 UA, une excentricité de 0,17 et une inclinaison de 1,0° par rapport à l'écliptique.

## Compléments